# Manganphosphid
Manganphosphid ist eine anorganische chemische Verbindung des Mangans aus der Gruppe der Phosphide.

## Gewinnung und Darstellung
Manganphosphid kann durch Elektrolyse von Mangan mit Phosphor oder durch Reaktion von Mangan und Calciumphosphid bei erhöhter Temperatur gewonnen werden.
{\displaystyle \mathrm {Mn+P\longrightarrow MnP} }

## Eigenschaften
Manganphosphid ist ein Feststoff, der in Form von metallisch glänzenden Nadeln vorliegt und der praktisch unlöslich in Wasser ist. Er ist ein p-Typ-Halbleiter. Er besitzt eine orthorhombische Kristallstruktur mit der Raumgruppe Pnma (Raumgruppen-Nr. 62). In der Struktur liegen Zickzackketten von Mangan- und Phosphoratomen vor. Außerdem bestehen Mn–Mn-Bindungen zwischen benachbarten Ketten. Die interessanten magnetischen Eigenschaften bei tiefen Temperaturen führten zur intensiven Erforschung der Verbindung.

## Verwendung
Manganphosphide werden in der Biochemie für Proteomforschungen verwendet.

## Verwandte Verbindungen
Neben Manganphosphid sind mit Trimanganphosphid (Mn3P), Dimanganphosphid (Mn2P, Dichte 6,0 g/cm3, Schmelzpunkt 1327 °C, CAS-Nummer: 12333-54-9), Trimangandiphosphid (Mn3P2, Dichte 5,12 g/cm3, Schmelzpunkt 1095 °C, 12397-32-9), Mangantriphosphid (MnP3) und Mangantetraphosphid (MnP4) noch weitere Manganphosphide bekannt.